# Tmesisternus divisus
Tmesisternus divisus är en skalbaggsart som beskrevs av Aurivillius 1927. Tmesisternus divisus ingår i släktet Tmesisternus och familjen långhorningar.
Artens utbredningsområde är Irian Jaya. Inga underarter finns listade i Catalogue of Life.